# Pajel
Emanuel Pajel Odame, noto semplicemente come Pajel (Neuss, ...), è un rapper tedesco di origini ghanesi e togolesi.

## Biografia
Non avendo mai rilasciato interviste, si sa poco della vita privata di Pajel, se non che è di origini ghanesi e togolesi. Pubblica il suo primo singolo, Nie gesehen in collaborazione con Celo & Abdi, nel 2021, ma guadagna notorietà grazie alla pubblicazione successiva, 10von10 che raggiunge la seconda posizione nella classifica tedesca dei singoli, nonché il primo posto nella classifica di Spotify. Il brano è in seguito ripubblicato in una nuova versione in collaborazione con i rapper Luciano e Headie One.
Nel 2022 pubblica il suo primo EP, un progetto di otto tracce intitolato Seelenfrieden. Il 17 marzo 2023 è invece la volta del suo primo album in studio, Purple Past, che vede la partecipazione di artisti come Kalim, Summer Cem, Nimo, Aitch e Bausa. Il 15 dicembre dello stesso anno esce il secondo album, Lonlee, caratterizzato dalle collaborazioni con Voyage e Jazeek.

## Discografia

### Album in studio
- 2023 – Purple Past
- 2023 – Lonlee

### EP
- 2022 – Seelenfrieden